# Nowy Czachulec
Nowy [pronunciación en polaco: /ˈnɔvɨ t͡ʂaˈxulɛt͡s/] es un pueblo en el distrito administrativo de Gmina Kawęczyn, dentro del condado de Turek, Voivodato de la Gran Polonia, en el centro-oeste de Polonia.